# Venyige utcai börtön
A Fővárosi Büntetés-végrehajtási Intézet III. számú objektuma, avagy a Maglódi úti büntetés-végrehajtási intézet, vagy rövidebb, ismertebb nevén a Venyige utcai börtön egy börtön Budapest X. kerületében, ahová elsősorban az előzetes letartóztatásba került személyeket helyezik el. A Nagy Ignác utcai büntetés-végrehajtási intézettel (I-es számú objektum) és a Gyorskocsi utcai büntetés-végrehajtási intézettel (II-es számú objektum) együtt alkotják a Fővárosi Büntetés-végrehajtási Intézetet.

## Története

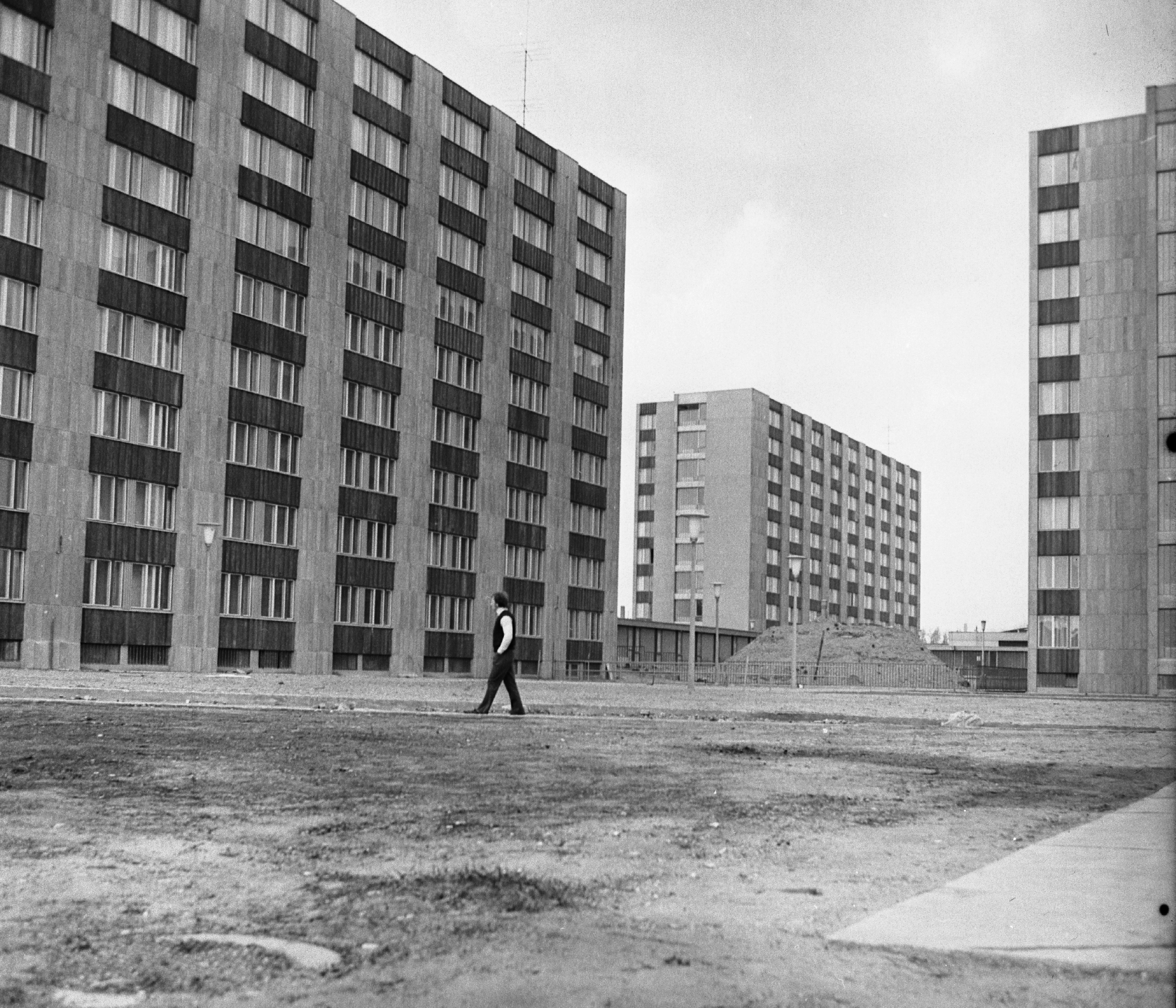
1980-ban, amikor még munkásszálló volt

A Maglódi úti (gyakrabban használt nevén Venyige utcai) objektum egy, az 1970-es években épült volt munkásszálló épületében került kialakításra 1999-ben. Az objektum mellett őri szálló működik.

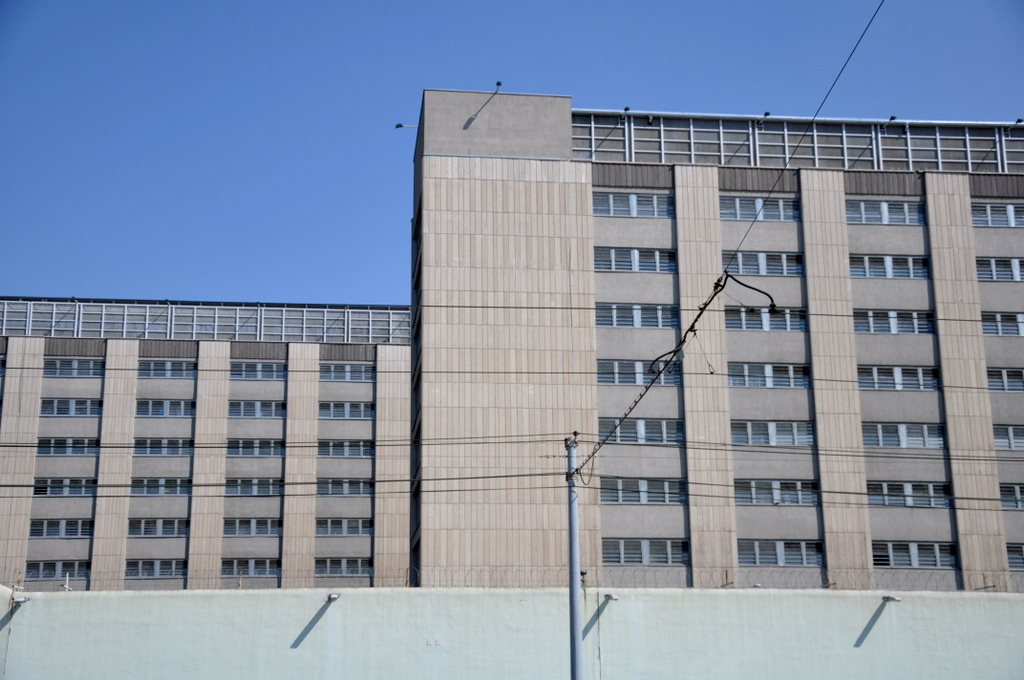
A börtönkomplexum utcára néző részei 2012-ben

Kialakítása óta gyakorta hozzák ide a médiában közfigyelmet keltő bűnesetek elkövetőit (lévén többségük Budapesten vagy vonzáskörzetében követi el cselekményeit), melynek folytán az intézmény gyakorlatilag azonnal országos ismertségre tett szert.
Zárkái az országos átlaghoz hasonlóan túlzsúfoltak. Magyarországon az első magasépítésű büntetés-végrehajtási objektum; jelenleg az egyik legmodernebb börtön Magyarországon.
Mivel az épületek egyik oldala az utca felé néz, melyre rá is lát, az életre hívása óta állandó problémája a börtönnek, hogy a fogvatartottak gyakran kiabálás útján kommunikálnak az utcán tartózkodókkal, többségében barátaikkal, rokonaikkal, illetve lepedőkből vagy egyéb ruhaneműből formáznak betűket, esténként pedig fényjelzésekkel üzennek a külvilágnak. A környéken lakók panaszáradatának hatására előbb betiltották a kikiabálást a fogvatartottaknak, majd 2011. március 1-i hatállyal szabálysértésnek minősítették a kintről befelé kiabálást, valamint a mutogatást, fényjelzést is, amit húszezertől százezer forintig terjedő pénzbírsággal büntetnek. Ugyancsak ezek kiszűrésére alaposan bekamerázták a börtön előtti utcafronti részt is. Az intézkedések sok javulást hoztak, de ki- és bekiabálások máig előfordulnak. 